# Дія Мірза
Дія Мірза (англ. Dia Mirza, гінді दिया मिर्ज़ा, уроджена Дія Хандріх, англ. Dia Handrich; рід. 9 грудня 1981 року, Джамшедпур, Андхра-Прадеш) — індійська акторка і модель.

## Біографія
Батько Дії — німець Френк Хандріх був дизайнером інтер'єрів (помер в 1990 році), мати — бенгалка Діпа, вітчим — мусульманин Ахмед Мірза (помер у 2004 році). Коли їй було 6 років, батьки розлучилися, і Дія залишилася жити з матір'ю.
Після закінчення 10-го класу школи вона взялася за підробіток під час літніх канікул працювала моделлю для комп'ютерної фірми. Потім була робота в рекламі Emami і Lipton.
Її нагороди: віце-міс на конкурсі «Міс Індія 2000», переможниця конкурсу «Міс Азія і Океанія 2000». Дія Мірза — третя індіанка після Зінат Аман і Тари Енн Фонсеки, яка перемогла на цьому конкурсі.
Дебютувала у 2001 році у фільмі «Ти в серці моєму» з Мадхаваном і Саїф Алі Ханом.

## Фільмографія
| Рік  | Фільм                      | Роль                                 | Примітки        |
| ---- | -------------------------- | ------------------------------------ | --------------- |
| 2001 | Ти в серці моєму           | Ріна Мальхотра                       |                 |
| 2001 | Одержимі коханням          | Кіран Чоудхарі                       |                 |
| 2002 | Я не можу тебе забути      | Мускан                               |                 |
| 2003 | Зрозуміти один одного      | Назнін Джамал                        |                 |
| 2003 | Гордість                   | Саундарія                            |                 |
| 2003 | Знайти в себе сили         | Кавері                               |                 |
| 2004 | Стоп!                      | Шама                                 |                 |
| 2004 | Тільки ти                  | Джия Хан                             |                 |
| 2004 | Ну що, закохався?          | Пріті                                | запрошена зірка |
| 2005 | Загублений світ            | Наташа / Гітанджалі                  |                 |
| 2005 | Мій брат… Нікхіл           | запрошена зірка                      |                 |
| 2005 | Наодинці з сином           | Анжалі Мохан, дружина Шекхара        |                 |
| 2005 | Ангел кохання              | Гаятрі Тантія                        |                 |
| 2005 | Година ікс                 | Ану Дхір                             |                 |
| 2005 | Що з моїм серцем?          | Сімран                               |                 |
| 2006 | Бійцівський клуб           | Ану Чопра                            |                 |
| 2006 | Незадачливые бізнесмени    | камео                                |                 |
| 2006 | Чужий                      | Purva Rana                           |                 |
| 2006 | Братан Мунна 2             | Сімран                               |                 |
| 2006 | Prateeksha                 | Ріна Браун                           | TV release      |
| 2007 | Подорож в медовий місяць   | Шилпа                                |                 |
| 2007 | Перестрілка в Локандвалі   | Міта Мату                            |                 |
| 2007 | В погоні за удачею         | Адіті                                |                 |
| 2007 | Привіт, маленька!          | запрошена зірка в пісні «Heyy Babyy» |                 |
| 2007 | Коли одного життя замало   | запрошена зірка                      |                 |
| 2007 | Десять історій про кохання | Сія                                  | новелла «Захір» |
| 2008 | Четвірка божевільних       | Шиха                                 |                 |
| 2008 | Kabhi Bhi Kahin Bhi        | Сапна                                |                 |
| 2009 | Джай і Віру                | Анна                                 |                 |
| 2009 | Селяни                     | Прія Каур                            |                 |
| 2009 | Закинута фабрика           | Макс                                 |                 |
| 2009 | Фрукт і горіх              | Моніка «Мону» Гохале                 |                 |
| 2009 | Жертва                     | Рехана                               |                 |
| 2010 | Я, ти і привид             | Гехна Сінха                          |                 |
| 2011 | Кохання, розтавання, життя | Найна Капур                          |                 |
| 2012 | Ім'я тобі – життя          | запрошена зірка                      |                 |